# Karel Dostál (fotbalista)
Karel Dostál (* 4. srpna 1956) je bývalý český fotbalista, obránce.

## Fotbalová kariéra
V československé lize hrál za Slavii Praha a TJ Vítkovice. Nastoupil v 15 ligových utkáních. Gól v lize nedal.

## Ligová bilance
| Ročník                                   | Zápasy | Góly | Klub         |
| ---------------------------------------- | ------ | ---- | ------------ |
| 1. československá fotbalová liga 1977/78 | 1      | 0    | Slavia Praha |
| 1. československá fotbalová liga 1981/82 | 12     | 0    | TJ Vítkovice |
| 1. československá fotbalová liga 1982/83 | 2      | 0    | TJ Vítkovice |
| CELKEM                                   | 15     | 0    |              |